# Ramberg (Bø)
Ramberg est une localité du comté de Nordland, en Norvège.

## Géographie
Administrativement, Ramberg fait partie de la kommune de Bø.